# Кесаев, Барсаг Людвигович
Барсаг Людвигович Кесаев (3 августа 1988, Цхинвал, Юго-Осетинская автономная область, Грузинская ССР, СССР) — российский борец вольного стиля. Призёр чемпионата России. Обладатель Кубка мира в команде.

## Карьера
Родился в Цхинвал. В январе 2011 года стал серебряным призером Гран-при «Иван Ярыгин» в Красноярске. В марте 2011 года в Махачкале в составе сборной России стал обладателем Кубка мира. В июле 2011 года в Якутске, уступив в финале чемпионата России Бахтияру Ахмедову, стал серебряным призёром.

## Спортивные результаты
- Гран-при Иван Ярыгин 2011 — ;
- Кубок мира по вольной борьбе 2011 (команда) — ;
- Кубок мира по вольной борьбе 2011 — 5;
- Чемпионат России по вольной борьбе 2011 — ;